# Грабовська сільська рада (Гомельський район)
Грабовська сільрада (біл. Грабаўскі сельсавет) — адміністративно-територіальна одиниця на території Гомельського району Гомельської області Республіки Білорусь.

## Історія
Грабовська сільська Рада з центром в селі Грабовка була утворена у 1919 році.

## Склад
Грабовська сільрада охоплює 8 населених пунктів:
- Аполоновка — селище;
- Баштан — селище;
- Грабовка — село, центр сільради;
- Дубіно — селище;
- Журавльовка — село;
- Красний — селище;
- Пісочна Буда — село;
- Хуторянка — село.